# Agabus striolatus
Agabus striolatus es una especie de escarabajo del género Agabus, familia Dytiscidae. Fue descrita científicamente por Gyllenhal en 1808.

## Distribución geográfica
Es una especie de escarabajo endémica de Europa, donde solo se encuentra en Austria, Bielorrusia, Bélgica, Gran Bretaña, incluidas Shetland, Orcadas, Hébridas e isla de Man, Croacia, República Checa, parte continental de Dinamarca, Estonia, Finlandia, parte continental de Francia, Alemania, Hungría, Italia continental, Letonia, Lituania, Polonia, Rusia excepto en el Este, Eslovaquia, Suecia, Países Bajos y Ucrania.